# Unione Nazionale Associazioni Sportive Centenarie d'Italia

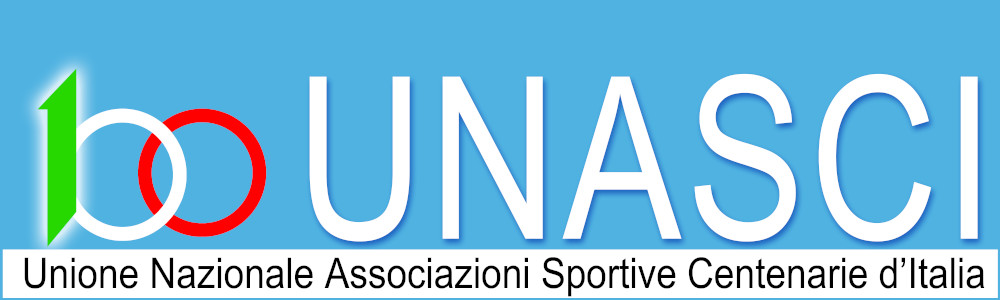
Logo dell'UNASCI

L'Unione Nazionale Associazioni Sportive Centenarie d'Italia (U.N.A.S.C.I.) è un'associazione sportiva benemerita riconosciuta dal CONI.
L'UNASCI è formata dalle associazioni sportive fondate da almeno cento anni, che svolgono la loro attività continuativamente per oltre un secolo e sono tuttora attive in quanto affiliate a Federazioni Sportive Nazionali (FNS) o Discipline Sportive Associate (DSA) o Enti di Promozione Sportiva (EPS) riconosciuti dal CONI, e che versano annualmente la quota associativa UNASCI.
La finalità dell'associazione sono la promozione, la diffusione e la valorizzazione dell'attività sportiva quale elemento determinante della crescita fisica, morale, civile e sociale dei giovani e quale diritto di tutte le persone senza alcuna discriminazione di condizione, di sesso e di età, con particolare riguardo alla salvaguardia ed all'incremento del patrimonio storico-culturale-sportivo delle società sportive centenarie e delle tradizioni sportive dell'Italia.
La sede legale dell'UNASCI è a Torino, Via Magenta,11 CAP 10128 presso la Reale Società Ginnastica di Torino 1844. L'attuale presidente è Bruno Gozzelino, il segretario Patrizia Longo.

## Storia
Nel 1996 il quotidiano "La Gazzetta dello Sport"  celebrò il centenario con un ricco inserto all'interno del quale vi era pubblicato un elenco di circa 200 società sportive centenarie in Italia. In quegli anni l'avv. Bruno Gozzelino (persona che ha svolto nella sua vita diversi ruoli nel mondo dello sport sia livello mondiale che italiano) era Presidente del Panathlon Club Torino e Vice Presidente del Panathlon Club Torino era l'ing. Sergio Lavagno, al tempo stesso Presidente della Reale Società Ginnastica Torino 1844. Nacque l'idea di creare un'Associazione della quale potessero far parte le associazioni sportive centenarie d'Italia.
In Friuli-Venezia Giulia, il gen. Franco Abella, dirigente Internazionale del Panathlon International, insieme con il dott. Emilio Felluga, Presidente del CONI Regionale Friuli Venezia Giulia, tentava in quegli anni un censimento delle società sportive centenarie della Regione.
A seguito dell'incontro di queste persone, il 10 ottobre 1999 a Cherasco (Cuneo) si tenne una prima riunione alla quale vennero invitate in particolare le società centenarie del Piemonte e del Friuli-Venezia Giulia: a seguito di questo primo incontro dove si parlò di costituite un "Club dei Centenari": l'avv. Gozzelino decise, con l'ing. Lavagno, di tentare di costituire un'Associazione strutturata a livello nazionale dedicata alle associazioni sportive centenarie.
Materialmente i due reperirono gli indirizzi delle oltre 200 società che si conosceva essere esistenti ed alle stesse inviarono una lettera d'invito a partecipare all'Assemblea Costituente dell'UNASCI (il nome venne inventato già al momento dell'invito). L'Assemblea Costituente venne organizzata dalla Reale Società Ginnastica di Torino 1844 e dal Panathlon Club Torino presso il Teatro della Parrocchia di S. Secondo sito in Torino, via Gioberti,7. All'Assemblea intervennero di persona dirigenti di 46 società sportive centenarie di una decina di regioni d'Italia ed altre 16 società inviarono una lettera dicendo di aderire all'iniziativa. All'Assemblea Costituente fu presente, come inviato della Gazzetta dello Sport, il giornalista Aronne Anghileri. Tre Panathlon Club piemontesi furono co-promotori dell'Assemblea e cioè il Panathlon Club Torino, il Panathlon Club Langhe ed il Panathlon Club Mondovì. L'Assemblea fissò l'ammontare della quota associativa in lire 250.000: nel 2001 (primo anno di attività dell'UNASCI) versarono la quota 67 associazioni sportive centenarie.
Nel 2002 la quota associativa fu fissata in euro 150,00 e da allora la quota non è mai stata modificata e tutt'oggi è di euro 150,00.
Ogni società al momento dell'adesione riceve una bandiera dell'UNASCI, un gagliardetto dell'UNASCI, una cravatta per il Presidente, pins ed altro materiale di benvenuto nell'Associazione Benemerita.
Nel 2004 il CONI - con deliberazione n. 126 del 26 marzo 2004 della Giunta Nazionale del CONI - riconobbe l'UNASCI come "Associazione Benemerita del CONI".
Da allora l'UNASCI cominciò a proporre ed attuare alcuni progetti a livello nazionale nell'interesse delle società sportive. Ogni anno l'UNASCI celebra una Assemblea Nazionale Ordinaria. Dal 2005 l'UNASCI organizza il Convegno Nazionale Annuale, e da molti anni viene organizzato annualmente un secondo Convegno Nazionale.
L'8 marzo 2006 creò il sito riservato all'UNASCI che oggi - ulteriormente implementato ed arricchito - è consultato non solamente dai Soci ma anche ma molti studiosi di sport.
E' decollato nel 2007 un ambizioso progetto voluto dall’UNASCI: mettere a disposizione di tutti gli interessati l’enorme e prezioso patrimonio di testimonianze storiche delle Società Sportive Centenarie d'Italia. Il progetto è denominato "Archivio Nazionale Informatico e Museo Virtuale delle Testimonianze Storiche delle Associazioni Sportive Centenarie".
Nel 2011, l’UNASCI ha aggiunto ai suoi progetti una proposta di natura editoriale che è diventata un altro qualificante momento di attività della nostra Unione: si tratta della Collana UNASCI che ormai tutti conoscete. Essa è articolata su cinque linee d’interesse, cioè a dirsi cinque sezioni, ciascuna connotata anche a livello cromatico da una copertina di diverso colore con un chiaro richiamo ai cinque colori olimpici: STORIA (copertina di colore rosso); TEMI ISTITUZIONALI (copertina di colore giallo); ATTUALITA’ (copertina di colore verde); CULTURA (copertina di colore blu) e MISCELLANEA (copertina di colore nero). Tutti i libri della Collana vengono pubblicati dalla Casa editrice Bradipolibri, molto conosciuta nell'ambito dell'editoria sportiva.
Nel 2020 una modifica legislativa riguardante il CONI ha introdotto nel mondo dello sport un nuovo soggetto giuridico: "Sport e Salute", che valuta i progetti presentati dall'UNASCI e dopo averli accolti, li finanzia - parzialmente - concedendo un contributo economico.

## Progetti
L'UNASCI cura diversi progetti ogni anno ed in particolare:
- progetto denominato “Archivi vivi – Conoscere la Storia dello Sport”: Il progetto è rivolto a sensibilizzare le società sportive a detenere un archivio, catalogandone i documenti, conservandoli in maniera adeguata e rendendoli disponibili alla consultazione ovvero comunque a valorizzare il patrimonio storico sportivo e culturale della società, per la realizzazione del quale l'UNASCI concede un contributo;
- progetto denominato “Celebrazione degli Anniversari – Onorare la Nascita e la Vita della Società Sportiva”: il progetto è rivolto a sensibilizzare le società sportive a celebrare degnamente il raggiungimento del 100º anno di vita ovvero altre importanti tappe cronologiche sottolineando la circostanza con la pubblicazione di un volume, per la realizzazione del quale l’UNASCI concede un contributo;
- Museo Virtuale delle Testimonianze Storiche delle Società Sportive Centenarie: visibile sul sito www.museounasci.com: anche in questo ambito l'UNASCI concede alla società un contributo. Oltre 50 associazioni sportive hanno fornito dati inseriti nel Museo Virtuale ed oltre 1.100 reperti di interesse storico sportivo sono visibili sul sito;
- progetto filatelico “Lo sport centenario in cartolina – Immagini di oltre un secolo”: grazie alla decisiva collaborazione del Socio UNASCI, Club Alpino Italiano Sezione Cadorina di Auronzo di Cadore 1874, in particolare con il suo Dirigente, sig. Glauco Granatelli, e del Gruppo Filatelici della Montagna si realizza un folder contenente nove cartoline con annullo postale speciale emesso in occasione dell'Assemblea Annuale UNASCI, accompagnate da nove schede illustrative contenente ognuna una breve storia della società sportiva centenaria cui la cartolina è dedicata.
- Collana UNASCI Nel punto precedente è indicato come si articola la Collana. Alla fine del 2024 sono stati pubblicati 35 libri, su vari argomenti tutti attinenti allo Sport.

## Attività
- Assemblea Nazionale Annuale Ordinaria;
- Convegno Nazionale Annuale;
- Convegni nazionali, regionali e provinciali;
- pubblicazione e diffusione dell'Annuario;
- stampa e diffusione degli atti dei Convegni Nazionali;
- cura del sito UNASCI con una scheda di presentazione di ogni società affiliata;
- monografia di ogni società centenaria affiliata pubblicata sulla rivista di critica e di storia dello sport "Lancillotto e Nausica": purtroppo la rivista - a partire dal 2024 - non viene più pubblicata. In totale sono stati editi 50 numeri della rivista. L'UNASCI e le società sportive centenarie compaiono sulla rivista su tutti i numeri dal n. 32 al n. 50;
- attività di informazione ai Soci, rapporti con Enti Pubblici, CONI, Sport e Salute, FSN, DSA, EPS, etc. etc.

## Statuto
Lo Statuto dell'UNASCI è pubblicato e visibile sul sito UNASCI.

## Censimento
Uno tra i compiti più impegnativi che l'UNASCI si è assunta è quello di curare il censimento delle associazioni sportive centenarie attive in Italia: si tratta di un dato che spesso è ignorato. Attualmente sono censite dall'UNASCI circa 1150 società sportive che rappresentano nemmeno l'1% delle società sportive operanti in Italia.
Numero dei soci. Nell’anno 2023, è stato raggiunto il record delle società sportive centenarie affiliate: 220, in rappresentanza di diciotto Regioni italiane. Solamente in Molise, in Valle d'Aosta ed in Basilicata l’UNASCI non ha società affiliate. La tendenza relativa al numero dei soci associati è sempre positiva: infatti dall'anno di fondazione dell’UNASCI fino al 2011 si è andati in continuo crescendo (nel 2001 i Soci furono n.67; nel 2002 n. 69, nel 2003 n. 76, nel 2004 n. 79; nel 2005 n. 88, nel 2006 n. 108, nel 2007 n. 130, nel 2008 n. 142, nel 2009 n. 164 e nel 2010 n. 189) fino ad arrivare a superare il traguardo delle duecento società sportive affiliate per la prima volta nel 2011: n. 206 società affiliate. Nel 2012 si scese a n. 200 società affiliate e ancora a n. 194 nel 2013 ma subito si è risaliti: n. 199 nel 2014, n. 202 nel 2015, n. 199 nel 2016, n. 202 nel 2017, n. 204 nel 2018, n. 212 nel 2019, n. 207 nel 2020, n. 212 nel 2021, 217 nel 2022, 220 nel 2023 e 217 nel 2024. A luglio 2025, sono già n. 175 le società Socie: la quota associativa UNASCI può essere versata durante l'intero anno solare, ma solamente chi è in regola con il versamento della quota può partecipare con diritto di voto all'Assemblea Annuale.

## Organi sociali
Gli organi sociali Nazionali dell'UNASCI sono eletti dall'Assemblea Nazionale e sono: Presidente, Consiglio Nazionale, Collegio dei Revisori dei Conti e Organi di Giustizia (Giudice Unico in primo grado e Collegio Arbitrale in secondo grado. Il Consiglio Nazionale è composto da nove persone: dal Presidente e da tre Vice Presidenti (di cui uno Vicario e per le tre Aree: Nord, Centro e Sud) e cinque Consiglieri. Il Consiglio Nazionale nomina il Segretario Nazionale. Il Collegio dei Revisori dei Conti è composta da un Presidente, due membri effettivi e due supplenti. Anche il Collegio Arbitrale è composto da un Presidente, due membri effettivi e due supplenti.
A livello regionale il Consiglio Nazionale nomina i Delegati Regionali ed a livello provinciale il Consiglio Nazionale i Delegati Provinciali.
Tutti gli Organi Sociali dell'UNASCI a livello nazionale, regionale e provinciale sono visibili sul sito UNASCI: www.unasci.com 
| Anni      | Presidente      | Segretario      | Vicepresidente Vicario | Vicepresidente Area Nord | Vicepresidente Area Centro | Vicepresidente Area Sud                                |
| --------- | --------------- | --------------- | ---------------------- | ------------------------ | -------------------------- | ------------------------------------------------------ |
| 2000-2004 | Sergio LAVAGNO  | Bruno GOZZELINO | Bruno GOZZELINO        | --                       | --                         | --                                                     |
| 2005-2008 | Sergio LAVAGNO  | Bruno GOZZELINO | Maurizio MORICI        | Patrick TRANCU           | Maurizio MORICI            | Ennio MAGISTRI (2005-2006) Marcello ZAETTA (2007-2008) |
| 2009-2012 | Bruno GOZZELINO | Patrizia LONGO  | Marcello ZAETTA        | Giancarlo GIOMMETTI      | Giuseppe VECCHIETTI        | Marcello ZAETTA                                        |
| 2013-2016 | Bruno GOZZELINO | Patrizia LONGO  | Marcello ZAETTA        | Giancarlo GIOMMETTI      | Giuseppe VECCHIETTI        | Marcello ZAETTA                                        |
| 2017-2020 | Bruno GOZZELINO | Patrizia LONGO  | Andrea PENZA           | Giancarlo GIOMMETTI      | Andrea PENZA               | Marcello ZAETTA                                        |
| 2021-2024 | Bruno GOZZELINO | Patrizia LONGO  | Andrea PENZA           | Giancarlo CARABELLI      | Andrea PENZA               | Marcello ZAETTA                                        |
| 2025-2028 | Bruno GOZZELINO | Patrizia LONGO  | Andrea PENZA           | Marco Antonio TIEGHI     | Andrea PENZA               | Marcello ZAETTA                                        |

| Anni      | Presidente Collegio Revisori dei Conti | Giudice Unico Nazionale | Presidente Collegio Arbitrale |
| --------- | -------------------------------------- | ----------------------- | ----------------------------- |
| 2000-2004 | Bruno D'AMBROSIO                       | Fabio DI MARZIANTONIO   | Luciano PIANIGIANI            |
| 2005-2008 | Bruno D'AMBROSIO                       | Fabio DI MARZIANTONIO   | Sergio PEPE                   |
| 2009-2012 | Gerolamo GIUDICE                       | Maurizio MORICI         | Sergio PEPE                   |
| 2013-2016 | Gerolamo GIUDICE                       | Lucia DIGLIO            | Sergio PEPE                   |
| 2017-2020 | Gerolamo GIUDICE                       | Cristina LUPPI          | Sergio PEPE                   |
| 2021-2024 | Gerolamo GIUDICE                       | Filippo BUSONI          | Sergio PEPE                   |
| 2025-2028 | Gerolamo GIUDICE                       | Filippo BUSONI          | Sergio PEPE                   |

## Logo
Il logo dell'UNASCI è composto dal numero "100" in cui l'"uno" è verde, il primo "zero è bianco ed il secondo "zero" è rosso con un chiaro richiamo ai colori della bandiera italiana, mentre la sigla UNASCI è bianca su fondo azzurro per richiamare il colore Azzurro della Maglia Nazionale indossata dagli atleti e da tutti coloro che rappresentano l'Italia nel mondo dello Sport: sulla base, all'interno del logo, è riportato per esteso il significato della sigla UNASCI.
È possibile scaricare il logo UNASCI dalla seguente pagina del sito UNASCI https://www.unasci.com/web/index.php?option=com_content&view=article&id=53&Itemid=189 sia in alta risoluzione (1,7Mb) che in bassa risoluzione (20Kb)
Il logo UNASCI ha le seguenti proprietà:
- alta definizione: larghezza 6.000 pixel; altezza 1.800 pixel; risoluzione 762 dpi; profondità in bit 32
- bassa definizione: larghezza 490 pixel; altezza 150 pixel; risoluzione 596 dpi; profondità in bit 24

Per un uso ottimale del logo, le caratteristiche tipografiche (codici pantone) del marchio sono le seguenti:
- Azzurro Pantone: 2925 U e/o C (C=80, M=29, Y=0, K=0)
- Verde Pantone: 355 C (C=100, M=0, Y=100, K=0)
- Rosso Pantone: 192 C (C=0, M=100, Y=100, K=0)